# Ethel (Mississippi)
Ethel é uma cidade  localizada no estado americano de Mississippi, no Condado de Attala.

## Demografia
Segundo o censo americano de 2000, a sua população era de 452 habitantes.
Em 2006, foi estimada uma população de 460, um aumento de 8 (1.8%).

## Geografia
De acordo com o United States Census Bureau tem uma área de
1,6 km², dos quais 1,6 km² cobertos por terra e 0,0 km² cobertos por água.

## Localidades na vizinhança
O diagrama seguinte representa as localidades num raio de 32 km ao redor de Ethel.